# Malinverno
Malinverno è un brano musicale di Raf del 1991, contenuto originariamente nell'album Sogni... è tutto quello che c'è.

## Descrizione
Non fu scelta come singolo per la contemporanea presenza di altri brani famosi come Interminatamente e Oggi un dio non ho. La canzone fu poi riproposta nell'album Collezione temporanea del 1996, in una versione più orientata verso il jazz.
Il testo prende spunto da un ritorno in inverno nella città nella quale il protagonista sembrava avere incontrato l'anima gemella, però in inverno scompare tutto, e così anche l'amore.
La frase che fa maggiormente spicco è Dove sei coi sandali / fermati aspettami.